# Huayuan (ort)
Huayuan är en ort i Kina. Den ligger i provinsen Hunan, i den södra delen av landet, omkring 280 kilometer sydväst om provinshuvudstaden Changsha. Antalet invånare är 1 540.
Runt Huayuan är det tätbefolkat, med 476 invånare per kvadratkilometer. Närmaste större samhälle är Huangtukuang, 12,7 km väster om Huayuan. I omgivningarna runt Huayuan växer i huvudsak blandskog.
Genomsnittlig årsnederbörd är 1 628 millimeter. Den regnigaste månaden är maj, med i genomsnitt 228 mm nederbörd, och den torraste är oktober, med 62 mm nederbörd.